# RAW (bestandsformaat)
RAW duidt op een methode om afbeeldingen, gemaakt met een digitale camera, op te slaan. Een RAW-bestand bevat de oorspronkelijke (ruwe en onbewerkte) gegevens zoals die van de beeldsensor zijn uitgelezen. Er is een grafisch programma nodig om van de gegevens een afbeelding te maken en deze op te slaan in een daarvoor bestemd bestandsformaat, zoals JPEG of TIFF.
RAW is geen afkorting, zoals de bekende bestandsformaten voor afbeeldingen JPEG, GIF, PNG, BMP of TIFF enzovoort, maar het betekent letterlijk 'ruw' in de zin van 'onbewerkt'.
Er is (nog) geen algemeen geaccepteerd RAW-bestandsformaat; de verschillende camerafabrikanten hebben elk hun eigen bestandsformaat om RAW-bestanden in op te slaan en vaak varieert dat per cameramodel. Voor een overzicht van de extensies die fabrikanten gebruiken zie de tabel onderaan dit artikel.
Software-fabrikant Adobe heeft een standaard voor RAW-bestanden geïntroduceerd: DNG (Digital Negative Specification), sinds 2007 zijn er camera's op de markt die DNG-bestanden kunnen schrijven.

## Redenen om RAW-bestanden te gebruiken
Door de sensorgegevens als RAW op te slaan:
- Behoudt de fotograaf alle informatie van de sensor.
- Stelt de fotograaf bewerkingen uit die anders in de camera bij de opname gedaan worden kleurtemperatuur, kleurruimte. Met bewerkingssoftware heeft de fotograaf nu alle vrijheid om te bepalen hoe de witbalans, scherpte, kleuren en contrast zijn.
- RAW-bestanden zijn kleiner dan een ongecomprimeerd 24-bits-per-pixel-formaat als TIFF of BMP.

Er zijn ook nadelen: standaardisatie en bewerkingssnelheid. Veel camera's geven daarom meestal de mogelijkheid om afbeeldingen dubbel op te slaan (in JPEG en RAW), of kunnen in de camera zelf de RAW-bestanden alsnog omzetten naar JPEG.

### Verwerking van RAW-sensorgegevens in de camera naar JPEG
De gegevens afkomstig van de beeldsensor in de camera zijn niet rechtstreeks bruikbaar om in een normaal beeldbestand als JPEG, TIFF of BMP op te slaan. De meeste beeldsensoren hebben aparte pixels die elk de helderheid van slechts één enkele kleur (rood, groen of blauw) meten. Meestal wordt de waarde van elk pixel ook nog eens met een precisie van 12 bits (4096 helderheidsstappen) gemeten. Bij normale beeldbestanden heeft elk pixel drie kleurwaarden die in slechts 8 bits (256 helderheidsstappen) opgeslagen worden. De camera moet hiervoor de gegevens van de sensor bewerken waarbij informatie verloren gaat. Bewerkingen die uitgevoerd worden zijn:
- interpolatie om in elk pixel kleurwaarden voor rood, groen en blauw te krijgen;
- verscherping en verwijderen van moiré-effecten;
- ruisreductie, hetzij door filtering, hetzij door correctie door middel van een "zwartbeeld";
- correctie voor de witbalans, contrast en kleurverzadiging;
- reductie van de precisie naar 8 bits per kleur

Het zo verkregen beeld heeft 3x8 bits per pixel, voor opslag als JPEG wordt hier ook nog eens een datacompressie met kwaliteitsverlies (Engels: lossy compression) op toegepast.
Omdat deze bewerkingen in de camera meteen na de opname plaatsvinden kan achteraf geen andere keuze meer gemaakt worden. Ook omdat de kleurprecisie teruggebracht is naar 8 bits gaan kleine nuances in kleur en helderheid verloren, hierdoor is het bijvoorbeeld moeilijk of onmogelijk donkere of lichte details op de opname nog terug te halen met een beeldbewerkingsprogramma.

## Extensies
De door verschillende fabrikanten gebruikte bestandsextensies, anders dan RAW, zijn de volgende:
| Fabrikant  | Extensie     |
| ---------- | ------------ |
| universeel | .DNG         |
| Canon      | .CRW of .CR2 |
| Fuji       | .RAF         |
| Hasselblad | .3FR         |
| Kodak      | .KDC         |
| Minolta    | .MRW         |
| Leica      | .RWL         |
| Nikon      | .NEF         |
| Olympus    | .ORF         |
| Panasonic  | .RW2         |
| Pentax     | .PTX of .PEF |
| Samsung    | .SRW         |
| Sony       | .ARW         |
| Sigma      | .X3F         |

## Programma's
Bij de meeste camera's waarmee RAW-bestanden kunnen worden opgeslagen wordt een programma meegeleverd waarmee deze bewerkt en omgezet kunnen worden. Vaak worden deze programma's ontwikkeld door externe bedrijven zoals het Japanse Ichikawa Soft Laboratory.
- Affinity Photo is een beeldbewerkingsprogramma waarmee RAW-bestanden kunnen worden bewerkt.
- Adobe Photoshop Lightroom is een programma waarmee fotoverzamelingen beheerd en bewerkt kunnen worden
- Adobe Photoshop ondersteunt plug-ins waarmee RAW-bestanden ingelezen kunnen worden
- Apple heeft de fotobewerkingsprogramma's Aperture en iPhoto, welke allebei RAW ondersteunen.
- Bibble Labs levert onafhankelijk RAW-omzetters
- Corel PaintShop Photo Pro is een fotobewerkingsprogramma. (Vanaf versie PHOTO X2 RAW-bestanden omzetten)
- Corel AfterShot is een programma waarmee fotoverzamelingen beheerd en bewerkt kunnen worden. Gebaseerd op software van Bibble Labs
- ACDSee is een programma voor het beheren, organiseren en bewerken van foto's en ondersteunt RAW-formaten van de meeste camera's, alsook Adobe's DNG
- DxO
- GIMP heeft plug-ins, zoals UFRaw, die RAW ondersteunen
- Google Picasa is een programma om foto's te bewerken en te delen. Picasa importeert automatisch foto's uit digitale camera's, ook in RAW-formaat. Let wel: Picasa is niet meer toegankelijk. Google maakt nu gebruik van Google Foto's.
- IrfanView heeft plug-ins die RAW ondersteunen
- Silkypix kan verschillende RAW-bestanden omzetten
- Raw Therapee, een freewareprogramma dat de meeste RAW-bestanden kan bewerken
- Darktable, een vrije en opensource fotografie-applicatie en RAW-ontwikkelaar